# Juan Fernández de Heredia

Juan Fernández de Heredia, Miniatur in einer Handschrift aus dem 14. Jahrhundert

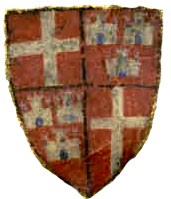
Großmeisterwappen von Juan Fernández de Heredia

Juan Fernández de Heredia (* um 1310 in Munébrega, Königreich Aragón; † Anfang März 1396) war ein Schreiber, Humanist, Diplomat und ab August 1377 bis zu seinem Tod (1396) der 32. Großmeister des Johanniterordens auf Rhodos.

## Leben
Bevor er zum Großmeister gewählt wurde, war er Kastellan von Amposta, von 1349 bis 1376 Großprior von St. Gilles sowie Prior von Kastilien und León.
Er war mehrfach als Diplomat für König Peter IV. von Aragon und Papst Innozenz VI. im Einsatz. 1373 hatte er den Vorsitz bei den Verhandlungen mit dem Großmeister Raymond Berenger und Papst Gregor XI.
Um 1380 gab er für seine Grant Crónica de Espanya und Grant crónica de los conquiridores eine Übersetzung der Lebensbeschreibungen Plutarchs in Auftrag. Auf Rhodos wurden die Plutarchviten ins Neugriechische übersetzt, davon dann ins Aragonesische, das erst durch sein Wirken zur Schriftsprache wurde.
Diese Zeit war durch das Abendländische Schisma gekennzeichnet, in dem es gleichzeitig zwei gewählte Päpste (Urban VI. und Clemens VII.) gab. Urban VI. gilt als der legitime Papst und blieb in Rom, während der erste Gegenpapst Clemens VII. in Avignon residierte.
Frankreich, Schottland, Kastilien, Aragon, Dänemark, Navarra, Norwegen, Portugal, Savoyen und eine geringe Zahl deutscher Staaten erkannten Clemens VII. an; der größte Teil Englands und Deutschlands, Irland, Flandern und Italien (außer Neapel) erkannten Urban VI. an.
Der Großmeister Juan Fernández de Heredia entschied sich für Clemens VII. und damit gegen Urban VI. Urban VI. setzte 1383 Heredia als Großmeister ab und Riccardo Caracciolo als Großmeister ein.
Diese Aktion des Papstes wurde von den Rittern des Johanniterordens in Rhodos weder akzeptiert noch anerkannt, die – unbeeinflusst durch das Schisma – entschlossen waren, ihre Souveränität durch die Aufrechterhaltung ihrer Gefolgschaftstreue zu Heredia durchzusetzen. Das Schisma hielt hierdurch auch im Orden Einzug und entzweite diesen. Die Ordensritter in England anerkannten Urban VI. als Papst und ignorierten Heredia. Dadurch war sowohl Heredias als auch Caracciolos Macht und Einfluss beschränkt.